# Vladimir Harkonnen
Le baron Vladimir Harkonnen est un personnage de fiction issu du cycle de Dune de l'écrivain Frank Herbert, apparaissant dans les romans Dune et Les Enfants de Dune.
Chef de la Maison Harkonnen, le baron est l’ennemi du duc Leto Atréides, chef de la Maison Atréides.

## Biographie du personnage

### Description
Le siridar-baron Vladimir Harkonnen est le chef de la Maison Harkonnen, une maison noble de l’Imperium. Dirigeant d'une main de fer son fief planétaire de Giedi Prime, le baron a aussi la charge de gérer pour l’empereur Padishah la planète Arrakis (appelée « Dune » par ses habitants), et notamment de mener à bien la récolte de l’Épice.
Réputé pour son avidité et sa cruauté, ainsi que la brutalité des soldats de sa Maison, le baron est l’ennemi mortel de la Maison Atréides, une maison rivale de celle des Harkonnen, et en particulier de son chef, le duc Leto Atréides.
Sur le plan physique, le baron est décrit comme un individu obèse, parlant avec une voix de basse grondante. Affligé d'une surcharge pondérale importante, le baron possède une masse si élevée qu’il doit se déplacer à l’aide de suspenseurs, des dispositifs mécaniques qui le font léviter à quelque centimètres du sol. Cette obésité massive a été causée par une maladie, transmise par la Révérende Mère Gaius Helen Mohiam lors du viol de celle-ci par le baron. Auparavant, le corps du baron était svelte et musclé.
Le baron est un être rusé et calculateur, habile à utiliser les faiblesses chez autrui pour les manipuler. Il est prêt à tous les stratagèmes pour anéantir ses ennemis et accroître la fortune de la Maison Harkonnen. C'est aussi un amateur de jeunes garçons,, des esclaves qu'il drogue afin d'abuser d'eux sans danger. Cependant, l'un d'eux sera le vecteur d'une tentative d'assassinat sur sa personne, initiée par son propre neveu Feyd-Rautha Harkonnen, mais que le baron évitera de justesse.

### DansDune
Dans les deux premiers tomes du cycle de Dune (Dune, partagé en deux tomes en VF), le baron Vladimir Harkonnen, avec l'aide et les conseils de son mentat-assassin « tordu » Piter de Vries complote pour détruire le duc Leto Atréides qui vient de prendre en charge le fief d'Arrakis (Dune) sur ordre de l'empereur Padishah Shaddam IV (auparavant, ce fief était aux mains des Harkonnen, depuis de longues années). Mais, en réalité, l'arrivée de la Maison Atréides sur Arrakis est un piège de l'empereur visant à se débarrasser du duc Leto, celui-ci devenant un danger pour le trône impérial.
Le baron, appuyé secrètement par les Sardaukars (les troupes d'élite de l'Empereur) envahit par surprise Arrakis et se saisit du duc Leto, qu'il parvient à faire capturer dans sa résidence d'Arrakeen. Il est aidé en cela par la trahison du docteur Wellington Yueh (le médecin personnel de la famille Atréides) que le baron réussit à contrôler grâce à un chantage habile (chantage sur la femme de Yueh, Wanna, le baron réussissant à cette occasion à contourner le conditionnement impérial de l'École Suk) et déloyal (le baron fait exécuter Yueh par Peter de Vries sitôt le duc remis entre ses mains).
Malgré les colossaux moyens engagés par le baron dans cette opération militaire prévue de longue date (notamment le coût faramineux exigé par la Guilde spatiale pour l'acheminement des troupes Harkonnen et Sardaukar sur Arrakis), le pouvoir et la richesse de sa maison ne cessent de prospérer après la destruction de ses ennemis Atréides. Au cours de cette opération, le baron parvient même à récupérer le mentat de la Maison Atréides, Thufir Hawat, le soustrayant aux Sardaukar pour remplacer son mentat défunt Peter de Vries, tué par Leto dans ses derniers instants.
Dès lors, le baron commence à échafauder des plans concernant le trône impérial, et forme son neveu le na-baron Feyd-Rautha Harkonnen pour lui succéder, malgré plusieurs tentatives d'assassinat que ce dernier tentera sur sa personne (mais le baron finira par raisonner son impétueux neveux, évidemment de manière cruelle comme tout bon Harkonnen).
Sitôt le fief d'Arrakis récupéré, le baron met un autre de ses neveux, Glossu Rabban, dit Rabban « la Bête » à la tête d'Arrakis, à charge pour celui-ci de « pressurer » la planète, la seule dans l'univers à posséder l’Épice gériatrique, et de mater sa population (en particulier les Fremen) afin d'obtenir un maximum de bénéfice et par la même renflouer la fortune familiale. Le baron espère aussi que, lors de sa régence, Rabban deviendra impopulaire, permettant ainsi de lui faire succéder Feyd-Rautha, le neveu préféré du baron, afin que Feyd apparaisse comme un libérateur et un dirigeant populaire.
Mais les plans du baron finissent mal lorsqu'il est tué pendant la bataille d’Arrakeen. Réfugié dans le vaisseau de l’empereur Shaddam IV assiégé par les troupes Fremen, il est victime d'un empoisonnement causé par la sœur de Paul Muad'Dib, la jeune Alia Atréides qui le griffe au visage à l'aide d'un « gom jabbar » (une sorte d'aiguille empoisonnée, portée au bout du doigt).

### DansLes Enfants de Dune
Dans Les Enfants de Dune, le baron Vladimir Harkonnen (bien après sa mort) a sa revanche sur Alia Atréides, en prenant l’ascendant dans son esprit sous la forme d'une image mentale contenue dans la conscience d'Alia ; il domine ses autres mémoires et fait d’Alia une Abomination (un être possédé par ses ancêtres), finissant par corrompre totalement Alia et causant la mort de celle-ci.
Le personnage n’apparaît plus dans la suite de la saga, sinon par évocations.

## Œuvres dérivées
Dans le roman Le Triomphe de Dune, écrit postérieurement à l’œuvre originale de Frank Herbert par son fils Brian Herbert, avec Kevin J. Anderson, les Machines Pensantes ressuscitent le baron Harkonnen en tant que ghola (clone) afin qu’il supervise l’éducation du ghola perverti de Paul Atréides, nommé « Paolo », et s’amuse à industrialiser la planète Caladan en espérant devenir un potentat dans le régime d’Omnius.
Cependant, le ghola du baron est à son tour hanté par sa descendante Alia, puis tué par le ghola de Wellington Yueh, celui-ci vengeant ainsi son épouse Wanna, morte cinq mille ans auparavant à cause du baron.

## Interprètes
- Dans le film Dune (1984) de David Lynch, le personnage du baron Vladimir Harkonnen est incarné par l'acteur Kenneth McMillan.
- Dans la mini-série télévisée Dune (2000), le personnage est interprété par Ian McNeice.
- Dans les films Dune (2021) et Dune, deuxième partie (2024) de Denis Villeneuve, c'est l'acteur Stellan Skarsgård qui incarne le personnage du baron. Dans cette version, le baron est exécuté par Paul Atréides (Timothée Chalamet) car, dans cette adaptation, le personnage d'Alia Atréides (Anya Taylor-Joy) n'est pas encore né.